# Dennis Wilson
Dennis Carl Wilson (ur. 4 grudnia 1944 w Inglewood, zm. 28 grudnia 1983 w Marina del Rey) – amerykański perkusista i wokalista zespołu The Beach Boys.

## Życiorys

### Wczesne lata
Urodził się w Inglewood w Kalifornii jako syn Audree Nevy (z domu Korthof; 1917-1997) i muzyka, producenta i biznesmena Murrya Gage'a WilsonaMurry (1917-1973). Miał dwóch braci: starszego Briana (ur. 1942) i młodszego Carla (1946-1998). Kiedy skończył pierwszy rok życia, przeprowadził się wraz z rodziną do Hawthorne w Kalifornii. Tam doskonalił umiejętności surfowania.

### Kariera
Razem z braćmi założył grupę The Beach Boys. Dennis był jej członkiem od momentu powstania aż do swojej śmierci w 1983 roku. Zespół wylansował takie przeboje jak „Little Bird” (1968), „Forever”  (1970) czy „Slip On Through” (1970). Wilson napisał tekst hitu Joe Cockera „You Are So Beautiful” (1974). Na scenie w latach 70. i 80. występował jako muzyk sesyjny Recording Studio i perkusista. Na swoim koncie miał płyty solowe, z czego największym uznaniem krytyków i słuchaczy cieszył się album Pacific Ocean Blue, wydany w 1977.
Wystąpił w roli aktorskiej jako mechanik w dramacie Monte Hellmana Two-Lane Blacktop (1971).

### Życie prywatne
29 lipca 1965 poślubił Carole Vanerstrom, z którą miał córkę Jennifer (ur. 1968). Kiedy do jego domu na Bulwarze Zachodzącego  Słońca (Sunset Boulevard) sprowadził się Charles Manson, Wilson wraz z żoną uczestniczył w orgiach pod kierunkiem Mansona, próbował również po raz pierwszy heroiny. 14 stycznia 1968 rozwiódł się ze swoją żoną. Wilson był pod urokiem Mansona, uzależnienił się od narkotyków i alkoholu. Kilka miesięcy przed zbiorowym morderstwem członków sekty Mansona podczas lata '69, Manson przybył bardzo pobudzony nocą do domu studia nagrań Briana Wilsona na Spahn Ranch.
4 sierpnia 1970 ożenił się z Barbarą Charren, z którą miał dwóch synów: Carla (ur. 1972) i Michaela (ur. 1973). Lecz i ten związek rozpadł się 7 sierpnia 1974. Był dwukrotnie żonaty z Karen Lamm, ex-żoną Roberta Lamma; od 21 maja 1976 do 19 września 1977 i od 28 lipca 1978 do roku 1980. Był także związany z Christine McVie (1978-79) z zespołu Fleetwood Mac. 28 lipca 1983 poślubił Shawn Marie Love, z którą miał syna Gage'a (ur. 1982).
Zmarł 28 grudnia 1983 w wieku 39 lat podczas nurkowania w oceanie w kalifornijskiej zatoce Marina del Rey poprzez utonięcie. Jego ciało zostało złożone w morzu u wybrzeży Kalifornii. Na pogrzebie zagrano jego piosenkę „Farewell My Friend”.

## Dyskografia

### Albumy
| 1977 | Pacific Ocean Blue - Realizacja: 22 sierpnia 1977 - Wytwórnia: Caribou Records - Utwory: "River Song"; "What's Wrong"; "Moonshine"; "Friday Night"; "Dreamer"; "Thoughts of You"; "Time"; "You and I"; "Pacific Ocean Blues"; "Farewell My Friend"; "Rainbows"; "End of the Show" | 96 | 16 | 5 |

### Single
| Data realizacji                | Tytuł                             | Wytwórnia         |
| grudzień 1970, Wielka Brytania | "Sound of Free"/"Lady"            | Stateside Records |
| wrzesień 1977, Europa          | "River Song"/"Farewell My Friend" | Caribou Records   |
| październik 1977, USA          | "You and I"/"Friday Night"        | Caribou Records   |

## Utwory
| Tytuł utworu              | Słowa                                          | Realizacja                                           | Album                              | Czas trwania | Producent                                |
| ------------------------- | ---------------------------------------------- | ---------------------------------------------------- | ---------------------------------- | ------------ | ---------------------------------------- |
| "All I Want To Do"        | Dennis Wilson                                  | 10 lutego 1969                                       | 20/20                              | 2:02         | Dennis Wilson Steve Kalinich             |
| "Never Learn Not To Love" | Dennis Wilson Charles Manson                   | 1968                                                 | 20/20                              | 2:31         | Dennis Wilson                            |
| "Album Tag Song"          | Dennis Wilson                                  | nieznana                                             | Pacific Ocean Blue (reedycja 2008) | 3:45         | Dennis Wilson John Hanlon Gregg Jakobson |
| "All Alone"               | Carli Muñoz                                    | 3 czerwca 1979                                       | Pacific Ocean Blue (reedycja 2008) | 3:44         | Dennis Wilson Carli Muñoz                |
| "Are You Real"            | Dennis Wilson Gregg Jakobson                   | nieznana                                             | Pacific Ocean Blue (reedycja 2008) | 3:38         | Dennis Wilson John Hanlon Gregg Jakobson |
| "Cocktails"               | Dennis Wilson Gregg Jakobson John Hanlon       | 1977                                                 | Pacific Ocean Blue (reedycja 2008) | 3:00         | Dennis Wilson John Hanlon Gregg Jakobson |
| "Common"                  | Dennis Wilson                                  | nieznana                                             | Pacific Ocean Blue (reedycja 2008) | 3:34         | Dennis Wilson John Hanlon Gregg Jakobson |
| "Constant Companion"      | Carli Muñoz Rags Baker                         | 8 czerwca 1978                                       | Pacific Ocean Blue (reedycja 2008) | 3:22         | Dennis Wilson Carli Muñoz                |
| "Dreamer"                 | Dennis Wilson Gregg Jakobson                   | 18 marca 1977                                        | Pacific Ocean Blue (1977)          | 4:22         | Dennis Wilson Gregg Jakobson             |
| "End of The Show"         | Dennis Wilson Gregg Jakobson                   | 29 marca i 19 kwietnia 1977                          | Pacific Ocean Blue (1977)          | 2:55         | Dennis Wilson Gregg Jakobson             |
| "Farewell My Friend"      | Dennis Wilson                                  | 21 kwietnia 1976                                     | Pacific Ocean Blue (1977)          | 2:26         | Dennis Wilson Gregg Jakobson             |
| "Forever"                 | Dennis Wilson Gregg Jakobson                   | 17 lutego 1971                                       | Sunflower (1970)                   | 2:40         | The Beach Boys                           |
| "Friday Night"            | Dennis Wilson Gregg Jakobson                   | nieznana                                             | Pacific Ocean Blue (1977)          | 3:09         | Dennis Wilson Gregg Jakobson             |
| "He's A Bum"              | Dennis Wilson Gregg Jakobson                   | 10 kwietnia 1978                                     | Pacific Ocean Blue (reedycja 2008) | 2:50         | Dennis Wilson John Hanlon Gregg Jakobson |
| "Holy Man"                | Dennis Wilson Gregg Jakobson                   | 12 lutego 1975                                       | Pacific Ocean Blue (reedycja 2008) | 4:24         | Dennis Wilson John Hanlon Gregg Jakobson |
| "I Love You"              | Dennis Wilson Gregg Jakobson                   | 15 października 1978                                 | Pacific Ocean Blue (reedycja 2008) | 2:02         | Dennis Wilson John Hanlon Gregg Jakobson |
| "It's Not Too Late"       | Carli Muñoz                                    | 18 maja 1978                                         | Pacific Ocean Blue (reedycja 2008) | 4:32         | Dennis Wilson Carli Muñoz                |
| "Lady"                    | Dennis Wilson                                  | nieznana                                             | singiel (1970)                     | 2:24         | nieznany                                 |
| "Love Remember Me"        | Dennis Wilson Gregg Jakobson                   | 1977                                                 | Pacific Ocean Blue (reedycja 2008) | 4:04         | Dennis Wilson John Hanlon Gregg Jakobson |
| "Love Surrounds Me"       | Dennis Wilson Geoffrey Cushing-Murray          | 18 stycznia 1978                                     | Pacific Ocean Blue (reedycja 2008) | 3:40         | Dennis Wilson John Hanlon Gregg Jakobson |
| "Mexico"                  | Dennis Wilson                                  | 1 maja 1978                                          | Pacific Ocean Blue (reedycja 2008) | 5:13         | Dennis Wilson John Hanlon Gregg Jakobson |
| "Moonshine"               | Dennis Wilson Gregg Jakobson                   | nieznana                                             | Pacific Ocean Blue (1977)          | 2:27         | Dennis Wilson Gregg Jakobson             |
| "Only with You"           | Dennis Wilson Mike Love                        | 23 września 1976 wrzesień 1977                       | Pacific Ocean Blue (reedycja 2008) | 3:57         | Dennis Wilson John Hanlon Gregg Jakobson |
| "Pacific Ocean Blues"     | Dennis Wilson Mike Love                        | 12 lutego 1975                                       | Pacific Ocean Blue (1977)          | 2:39         | Dennis Wilson Gregg Jakobson             |
| "Rainbows"                | Dennis Wilson Carl Wilson                      | 11 marca i 6 października 1975 marzec i 7 lipca 1976 | Pacific Ocean Blue (1977)          | 2:55         | Dennis Wilson Gregg Jakobson             |
| "River Song"              | Dennis Wilson Carl Wilson                      | nieznany                                             | Pacific Ocean Blue (1977)          | 3:44         | Dennis Wilson Gregg Jakobson             |
| "Slip On Through"         | Dennis Wilson                                  | June 29 czerwca 1970                                 | Sunflower (1970)                   | 2:17         | The Beach Boys                           |
| "School Girl"             | Dennis Wilson Gregg Jakobson                   | nieznany                                             | Pacific Ocean Blue (reedycja 2008) | 2:31         | Dennis Wilson John Hanlon Gregg Jakobsen |
| "Sound of Free"           | Dennis Wilson Mike Love                        | November 13, 1970                                    | singiel (1970)                     | 2:19         | nieznany                                 |
| "Thoughts of You"         | Dennis Wilson Jim Dutch                        | nieznana                                             | Pacific Ocean Blue (1977)          | 3:02         | Dennis Wilson Gregg Jakobson             |
| "Time"                    | Dennis Wilson Karen Lamm-Wilson                | 15 marca 1977                                        | Pacific Ocean Blue (1977)          | 3:31         | Dennis Wilson Gregg Jakobson             |
| "Time For Bed"            | Dennis Wilson Gregg Jakobson                   | 24 października 1977                                 | Pacific Ocean Blue (reedycja 2008) | 3:07         | Dennis Wilson John Hanlon Gregg Jakobson |
| "Tug Of Love"             | Dennis Wilson Gregg Jakobson                   | 13 marca 1977                                        | Pacific Ocean Blue (reedycja 2008) | 3:44         | Dennis Wilson John Hanlon Gregg Jakobson |
| "Under The Moonlight"     | Carli Muñoz                                    | 18 maja i 8 czerwca 1978                             | Pacific Ocean Blue (reedycja 2008) | 3:55         | Dennis Wilson Carli Muñoz                |
| "What's Wrong"            | Dennis Wilson Gregg Jakobson Michael Horn      | kwiecień 1977                                        | Pacific Ocean Blue (1977)          | 2:22         | Dennis Wilson Gregg Jakobson             |
| "Wild Situation"          | Dennis Wilson Gregg Jakobson                   | 3 lutego 1978                                        | Pacific Ocean Blue (reedycja 2008) | 2:41         | Dennis Wilson John Hanlon Gregg Jakobson |
| "You and I"               | Dennis Wilson Gregg Jakobson Karen Lamm-Wilson | 19 kwietnia i wrzesień 1976                          | Pacific Ocean Blue (1977)          | 3:25         | Dennis Wilson Gregg Jakobson             |
| "Little Bird"             | Dennis Wilson Steve Kalinich                   | kwiecień 1968                                        | Friends (1968)                     | 1:57         | Dennis Wilson Gregg Jakobson             |